# Buško jezero
Buško jezero (nekada Buško blato), akumulacijsko jezero koje se nastavlja na Livanjsko polje. Nalazi se na 716 m. i. J., Bosna i Hercegovina, a samo jezero ima površinu od 55,8 km², te dubine do 17 m. Ukupna zapremina je 782 milijuna m³. Dvije trećine površine jezera nalazi se u općini Tomislavgrad, a jedna trećina u općini Livno.
Projekt su zajednički 1970-ih godina izvele tadašnje vlasti Hrvatske i BiH, s tim da je u Hrvatskoj (mjesto Ruda, općina Otok) izgrađena hidroelektrana "HE Orlovac" (instalirana snaga 237 MW, prosječna godišnja proizvodnja 366 GWh), dok je na teritoriju BiH izgrađena akumulacija na površini od 50-ak četvornih kilometara.
Prije jezera ovdje je bilo nestalno jezero i blato iz kojega su se odlijevali brojnim kanalima podzemni vodotokovi u potoke i rijeke.
Maksimalna količina vode iznosi 800 milijuna m³. Prihodi općina Livno i Tomislavgrad od voda Buškog blata su, po neslužbenim podatcima, više od 750.000 KM. Buško blato raspolaže bogatstvom i raznovrsnošću ribljeg fonda (šaran, pastrva, podbila, babuška, klen, som).

## Vanjske poveznice
|  | Zajednički poslužitelj ima još gradiva o temi Buško jezero |

- Buško jezero – Bistro Bosno i Hercegovino!
- Foto galerija - Prisoje, Buško jezero  Arhivirana inačica izvorne stranice od 26. veljače 2009. (Wayback Machine)